# Grewia kothayarensis
Grewia kothayarensis är en malvaväxtart som beskrevs av Murugan och Manickam. Grewia kothayarensis ingår i släktet Grewia och familjen malvaväxter. Inga underarter finns listade i Catalogue of Life.